# Chuck Peddle
Chuck Peddle est un ingénieur né le 25 novembre 1937 à Bangor, dans le Maine, aux États-Unis, et mort le 15 décembre 2019 à Santa Cruz (Californie),. Il est connu pour avoir mis au point la famille de processeurs MOS Technology 6502 dans les années 1970.

## Les débuts
Élevé dans une famille originaire de Terre-Neuve, Chuck Peddle passe en 1960 son diplôme d'ingénieur en électronique à l'Université du Maine, où il se passionne pour la théorie de l'information et l'arithmétique binaire.
Embauché par General Electric en 1961, il participe au développement d'un ordinateur central à temps partagé et conçoit une caisse enregistreuse électronique. La société décide en 1970 d'abandonner son activité informatique et verse à Chuck Peddle et à ses collègues des indemnités qui leur serviront à créer leur propre entreprise de produits électroniques. Mais l'aventure tourne court et Peddle est contacté par Texas Instruments puis en 1973 par Motorola dont il accepte l'offre.

## De Motorola à MOS
Il participe au développement du microprocesseur Motorola 6800, vendu alors 300 dollars. Conscient des limites de ce produit et de son prix trop élevé, il décide finalement, en 1975, de quitter la société avec d'autres collègues pour développer un nouveau microprocesseur qui doit être vendu 25 dollars. L'équipe s'associe avec Allen-Bradley, fondeur de Texas Instruments, dont la filiale MOS Technology (MOS est l'acronyme de Metal Oxide Semiconductor) avait produit le premier processeur pour le jeu Pong d'Atari.
Peddle met alors au point des méthodes de fabrication originales qui permettent notamment de réduire le taux de composants défectueux. La première série des processeurs MOS Technology 6501 sort dans le courant 1975, au prix de 25 dollars l'unité. Ébranlé, Motorola poursuit en justice MOS pour violation des brevets du 6800. Allen-Bradley décide alors d'abandonner son partenariat, laissant l'équipe d'ingénieurs dirigée par Peddle à la tête de l'entreprise.
En septembre 1975, Peddle présente le MOS Technology 6502 qui connaîtra un succès phénoménal en raison de son petit prix et de ses performances. Il est adopté pour les consoles de jeu vidéo Atari 2600 puis Nintendo Entertainment System, pour la gamme des Apple II, dans plusieurs modèles de Commodore, comme le PET et le CBM, sur l'Atom (en) et le BBC Micro d'Acorn, les Oric 1 et Atmos, etc. Plusieurs fournisseurs achètent les droits d'utiliser la technologie MOS.

## Chez Commodore
Fasciné par l'arrivée des premiers micro-ordinateurs, Chuck Peddle conçoit en 1976 une carte mère dénommée KIM-1 équipée du processeur 6502, achète un manuel qui décrit comment construire un téléviseur soi-même et met au point, dans une caisse en bois, un appareil qui sera le premier prototype du Commodore PET. Il essaie en vain de vendre son concept à RadioShack, puis se met en rapport avec Commodore qui, victime de la guerre des prix sur les calculatrices, voulait diversifier son activité. Jack Tramiel, PDG de Commodore, décide alors de racheter MOS Technology. Après avoir un moment envisagé de racheter Apple, il donne le feu vert à Peddle pour la fabrication du Commodore PET. Le travail de Peddle servira de référence pour tous les autres micro-ordinateurs produits par Commodore. Il développe un langage machine spécifique et négocie avec Bill Gates, qui vient de créer Microsoft, un contrat pour adapter MS-BASIC aux ordinateurs de Commodore.
À la fin des années 1970, Peddle quitte Commodore, rejoint un temps Apple, puis revient avant de prendre définitivement sa liberté en 1980. Avec ses stock-options, il crée la société Sirius Systems Technology, qui se lance dans la fabrication d'ordinateurs. Son produit phare est le Sirius S1. Poursuivi pour violation de brevets par Jack Tramiel, Sirius est condamné à verser des indemnités à Commodore. Peddle doit même rendre ses stock-options. Sirius rachète en 1982 son distributeur américain Victor Business Systems, adoptant alors le nom de Victor Technologies. Le Sirius S1 devient Victor 9000. La sortie de l'IBM PC et son émergence comme un standard du marché marginalise le Sirius S1, malgré sa supériorité technique. La concurrence des ordinateurs compatibles avec l'IBM PC mène l'entreprise à la faillite fin 1984. Elle est alors rachetée par le groupe suédois Datatronics.
En 1985, Peddle rejoint Tandon, fabricant de disques durs, dont il fait un fabricant d'ordinateurs. Il y travaillera jusqu'à la faillite de la société en 1993. Après cette date, il est nommé directeur de la technologie de Celetron, puis prend sa retraite pour mener une vie de grand voyageur entre le Nevada, Sri Lanka et l'Inde.

## Sources
- (en) Ian Matthews, « The Legendary Chuck Peddle, Inventor of The Personal Computer », sur www.commodore.ca, 22 janvier 2006 (consulté le 28 septembre 2021)
- (en) Brian Bagnall, On the Edge: The Spectacular Rise And Fall of Commodore, Variant Press, 2005 (ISBN 0973864907).